# Branchiostoma arabiae
Branchiostoma arabiae är en ryggsträngsdjursart som beskrevs av Webb 1957. Branchiostoma arabiae ingår i släktet Branchiostoma och familjen lansettfiskar. Inga underarter finns listade.